# バンニオ・アンツィーノ
バンニオ・アンツィーノ（伊: Bannio Anzino）は、イタリア共和国ピエモンテ州ヴェルバーノ・クジオ・オッソラ県にある、人口約500人の基礎自治体（コムーネ）。

## 地理

### 位置・広がり
| 隣接するコムーネは以下の通り。括弧内のVCはヴェルチェッリ県所属を示す。 - カラスカ＝カスティリオーネ - カルコーフォロ (VC) - チェッポ・モレッリ - フォベッロ (VC) - リメッラ (VC) - ヴァンツォーネ・コン・サン・カルロ |

## 行政

### 分離集落
バンニオ・アンツィーノには、以下の分離集落（フラツィオーネ）がある。
Anzino, Bannio (sede comunale), Pontegrande Località: Case Fornari, Case Prucci, Case Rovazzi, Castelletto, Fontane, Gaggieto, Parcineto, Scalaccia, Valpiana[